# Дети кукурузы (серия фильмов)
«Дети кукурузы» (англ. Children of the Corn) — серия из одиннадцати фильмов ужасов, снятых по мотивам одноименного рассказа Стивена Кинга.

## Сюжет
В городе Гэтлин, штат Небраска, зарождается секта, которая поклоняется Тому, кто обходит ряды — кукурузному демону, жаждущему жертв: юношей и девушек, которым уже исполнилось 18 лет. Дети под предводительством Айзека Кронера убивают своих родителей и всех взрослых, захватив власть в городе. Несмотря на то, что в третьей части убивают демона, в продолжениях злой дух вселяется в детей из других маленьких городков и заставляет их проповедовать догмы секты детей кукурузы.

## Художественные особенности
В отличие от многих киносериалов ужасов в этих фильмах нет главного маньяка-убийцы. В каждой части разные предводители детей-убийц.

## Фильмы
| Фильм                                 | Дата премьеры (США)                      | Режиссёр(ы)        | Сценарист(ы)                            | Продюсер(ы)                                 | Дистрибьютор       |
| Оригинальная серия                    | Оригинальная серия                       | Оригинальная серия | Оригинальная серия                      | Оригинальная серия                          | Оригинальная серия |
| ------------------------------------- | ---------------------------------------- | ------------------ | --------------------------------------- | ------------------------------------------- | ------------------ |
| Дети кукурузы                         | 9 марта 1984 года                        | Фриц Кирш          | Джордж Голдсмит                         | Дональд П. Боркерс и Теренс Кирби           | New World Pictures |
| Дети кукурузы 2: Последняя жертва     | 29 января 1993 года                      | Дэвид Прайс        | А. Л. Кац и Гилберт Адлер               | Скотт А. Стоун и Дэвид Дж. Стэнли           | Dimension Films    |
| Дети кукурузы 3: Городская жатва      | 12 сентября, 1995                        | Джеймс Д.Р. Хикокс | Доуд Б. Левенсон                        | Брэд Сауфвик и Гари Депью                   | Dimension Films    |
| Дети кукурузы 4: Сбор урожая          | 8 октября, 1996                          | Грег Спенс         | Стивен Бергер и Грег Спенс              | Гари Депью и Джэйк Эберли                   | Dimension Films    |
| Дети кукурузы 5: Поля страха          | 21 июня, 1998                            | Этан Уайли         | Этан Уайли                              | Джефф Джеффрэй и Уолтер Джостен             | Dimension Films    |
| Дети кукурузы 666: Возвращение Айзека | 19 октября, 1999                         | Кари Скогланд      | Тим Сулка и Джон Фрэнклин               | Билл Берри, Джефф Джеффрэй и Уолтер Джостен | Dimension Films    |
| Дети кукурузы: Откровение             | 9 октября, 2001                          | Гай Мэгар          | C.Дж. Смит                              | Джоэль Сойзон и Майкл Лихи                  | Dimension Films    |
| Дети кукурузы: Генезис                | 30 августа, 2011                         | Джоэль Сойзон      | Джоэль Сойзон                           | Аарон Окман и Джоэль Сойзон                 | Dimension Extreme  |
| Дети кукурузы: Беглянка               | 13 марта, 2018                           | Джон Гулагер       | Джоэль Сойзон                           | Майкл Лихи                                  | Lionsgate Films    |
| Ремейк                                |                                          |                    |                                         |                                             |                    |
| Дети кукурузы                         | 26 сентября, 2009                        | Дональд П. Боркерс | Fox 21 Television Studios               |                                             |                    |
| Перезагрузка                          |                                          |                    |                                         |                                             |                    |
| Дети кукурузы                         | 23 октября, 2020 (Сарасота) 3 марта 2023 | Курт Уиммер        | Джон Балдеччи, Даг Бэрри и Лукас Фостер | RLJE Films Shudder                          |                    |

## Короткометражный фильм
| Фильм           | Дата премьеры (США) | Режиссёр     | Сценарист    | Продюсер(ы)                   |
| --------------- | ------------------- | ------------ | ------------ | ----------------------------- |
| Апостолы Ворона | 1983                | Джон Вудворд | Джон Вудворд | Джонни Стивенс и Джон Вудворд |

## Основной актёрский состав
| Персонажи        | Фильмы          | Фильмы             | Фильмы                            | Фильмы                           | Фильмы                       | Фильмы                       | Фильмы                                | Фильмы                    | Фильмы                 | Фильмы                  | Фильмы         | Фильмы        |
| Персонажи        | КМ              | Оригинальная серия | Оригинальная серия                | Оригинальная серия               | Оригинальная серия           | Оригинальная серия           | Оригинальная серия                    | Оригинальная серия        | Оригинальная серия     | Оригинальная серия      | Ремейк         | Перезагрузка  |
| Персонажи        | Апостолы Ворона | Дети кукурузы      | Дети кукурузы 2: Последняя жертва | Дети кукурузы 3: Городская жатва | Дети кукурузы 4: Сбор урожая | Дети кукурузы 5: Поля страха | Дети кукурузы 666: Возвращение Айзека | Дети кукурузы: Откровение | Дети кукурузы: Генезис | Дети кукурузы: Беглянка | Дети кукурузы  | Дети кукурузы |
| Персонажи        | 1983            | 1984               | 1992                              | 1995                             | 1996                         | 1998                         | 1999                                  | 2001                      | 2011                   | 2018                    | 2009           | 2020          |
| ---------------- | --------------- | ------------------ | --------------------------------- | -------------------------------- | ---------------------------- | ---------------------------- | ------------------------------------- | ------------------------- | ---------------------- | ----------------------- | -------------- | ------------- |
| Бёрт Стэнтон     | Габриэл Фолс    | Питер Хортон       |                                   |                                  |                              |                              |                                       |                           |                        |                         | Дэвид Андерс   |               |
| Вики Бакстер     | Элис Лестер     | Линда Хэмилтон     |                                   |                                  |                              |                              |                                       |                           |                        |                         | Кэндис Макклюр |               |
| Айзек Кронер     |                 | Джон Фрэнклин      |                                   |                                  |                              |                              | Джон Фрэнклин                         |                           |                        |                         | Престон Бэйли  |               |
| Малахия Боардман |                 | Кортни Гэйнс       |                                   |                                  |                              |                              |                                       |                           |                        | Блейн Майе              | Дэниэл Ньюман  |               |
| Рэйчел Колби     |                 | Джули Маддалена    |                                   |                                  |                              |                              | Нэнси Аллен                           |                           |                        |                         |                |               |
| Рут              |                 |                    | Кристи Энджелл                    |                                  |                              |                              |                                       |                           |                        | Марси Миллер            | Алекса Николас |               |

## Кассовые сборы
| Фильмы серии                          | Фильмы серии                             | Фильмы серии       | Фильмы серии       | Фильмы серии       | Фильмы серии       |
| Название                              | Премьера                                 | Бюджет             | Сборы              | Примечания         | Ссылки             |
| Оригинальная серия                    | Оригинальная серия                       | Оригинальная серия | Оригинальная серия | Оригинальная серия | Оригинальная серия |
| ------------------------------------- | ---------------------------------------- | ------------------ | ------------------ | ------------------ | ------------------ |
| Дети кукурузы                         | 9 марта 1984 года                        | н/д                | $14 568 989        | н/д                | [ 1 ]              |
| Дети кукурузы 2: Последняя жертва     | 29 января 1993 года                      | н/д                | $6 980 986         | н/д                | [ 2 ]              |
| Дети кукурузы 3: Городская жатва      | 12 сентября, 1995                        | н/д                | н/д                | Direct-to-video    | н/д                |
| Дети кукурузы 4: Сбор урожая          | 8 октября, 1996                          | н/д                | н/д                | Direct-to-video    | н/д                |
| Дети кукурузы 5: Поля страха          | 21 июня, 1998                            | н/д                | н/д                | Direct-to-video    | н/д                |
| Дети кукурузы 666: Возвращение Айзека | 19 октября, 1999                         | н/д                | н/д                | Direct-to-video    | н/д                |
| Дети кукурузы: Откровение             | 9 октября, 2001                          | н/д                | н/д                | Direct-to-video    | н/д                |
| Дети кукурузы: Генезис                | 30 августа, 2011                         | н/д                | н/д                | Direct-to-video    | н/д                |
| Дети кукурузы: Беглянка               | 13 марта, 2018                           | н/д                | н/д                | Direct-to-video    | н/д                |
| Ремейк                                |                                          |                    |                    |                    |                    |
| Дети кукурузы                         | 26 сентября, 2009                        | н/д                | н/д                | Телефильм          | н/д                |
| Перезагрузка                          |                                          |                    |                    |                    |                    |
| Дети кукурузы                         | 23 октября, 2020 (Сарасота) 3 марта 2023 | н/д                | $575 179           | н/д                | [ 3 ]              |

## Выход на видео
Все части сериала выпускались на DVD, и только первые семь фильмов выходили на VHS до того, как формат вышел из массового потребления. Все части, за исключением второй, издавались на Blu-ray.

## См также
- Апостолы Ворона

### Оригинальная серия
- «Дети кукурузы» (англ.) на сайте Internet Movie Database
- «Дети кукурузы 2: Смертельная жатва» (англ.) на сайте Internet Movie Database
- «Дети кукурузы 3: Городской урожай» (англ.) на сайте Internet Movie Database
- «Дети кукурузы 4: Сбор урожая» (англ.) на сайте Internet Movie Database
- «Дети кукурузы 5: Поля страха» (англ.) на сайте Internet Movie Database
- «Дети кукурузы 666: Айзек вернулся» (англ.) на сайте Internet Movie Database
- «Дети кукурузы: Откровение» (англ.) на сайте Internet Movie Database
- «Дети кукурузы: Генезис» (англ.) на сайте Internet Movie Database
- «Дети кукурузы: Беглянка» (англ.) на сайте Internet Movie Database

### Ремейк
- «Дети кукурузы» (англ.) на сайте Internet Movie Database

### Новая экранизация
- «Дети кукурузы» (англ.) на сайте Internet Movie Database